# おおぐま座アルファ星
おおぐま座α星は、おおぐま座の恒星で2等星。北斗七星を形作る恒星の1つでもある。

## 特徴
β星とともに指極星として用いられる。この星とβ星とを結んだ線分をα星の方向へ伸ばすと北極星へ、β星の方向へ伸ばすとレグルスへと導かれる。
4つの星からなる連星系で、黄色巨星で2等星のA星と白色の5等星のB星とは23au離れた距離を44年かけて周回している。また、その400倍離れたところにもう一つの伴星があり、これもまた連星系を成している。
北斗七星の7つの星のうち、η星とこの星以外の5つの星はおおぐま座運動星団に属している。

## 名称
学名はα Ursae Majoris（略称はα UMa）。固有名ドゥベー (Dubhe、ドゥーベとも表記される）はアラビア語で「熊」を意味する al-dubb（اَلدُّبّ, 実際の発音：ʾad-dubb, アッ＝ドゥッブ）に由来している。古くは edubh と綴られたものが、e が語頭から語尾に移動してしまい、dubhe となったとされる。2016年6月30日に国際天文学連合の恒星の命名に関するワーキンググループ (Working Group on Star Names, WGSN) は、Dubhe をおおぐま座α星Aの固有名として正式に承認した。
中国における呼称は、『史記』「天官書」など正史の天文志では天枢、唐の密教教典『仏説北斗七星延命経』では貪狼（どんろう）である。